# Volvo 7500

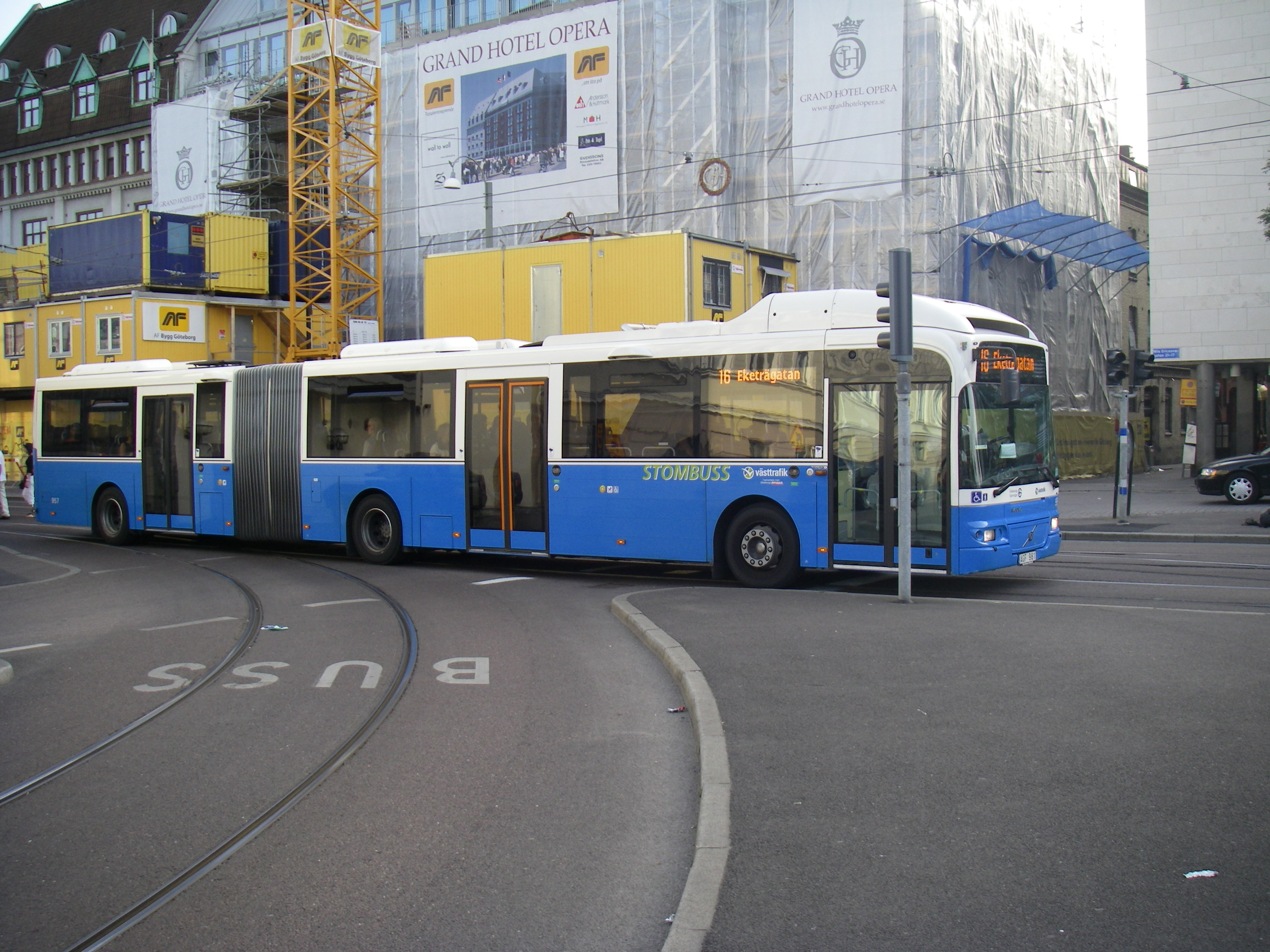
Volvo 7500

Der Volvo 7500 war ein Stadtbus, den Volvo in Zusammenarbeit mit dem Karosseriebauunternehmen Saffle von 2005 bis 2011 produzierte. Der 7500 entsprach im Prinzip dem drei Jahre zuvor präsentierten Volvo 8500, war aber speziell für den Stadtverkehr mit Niederflurboden ausgestattet.

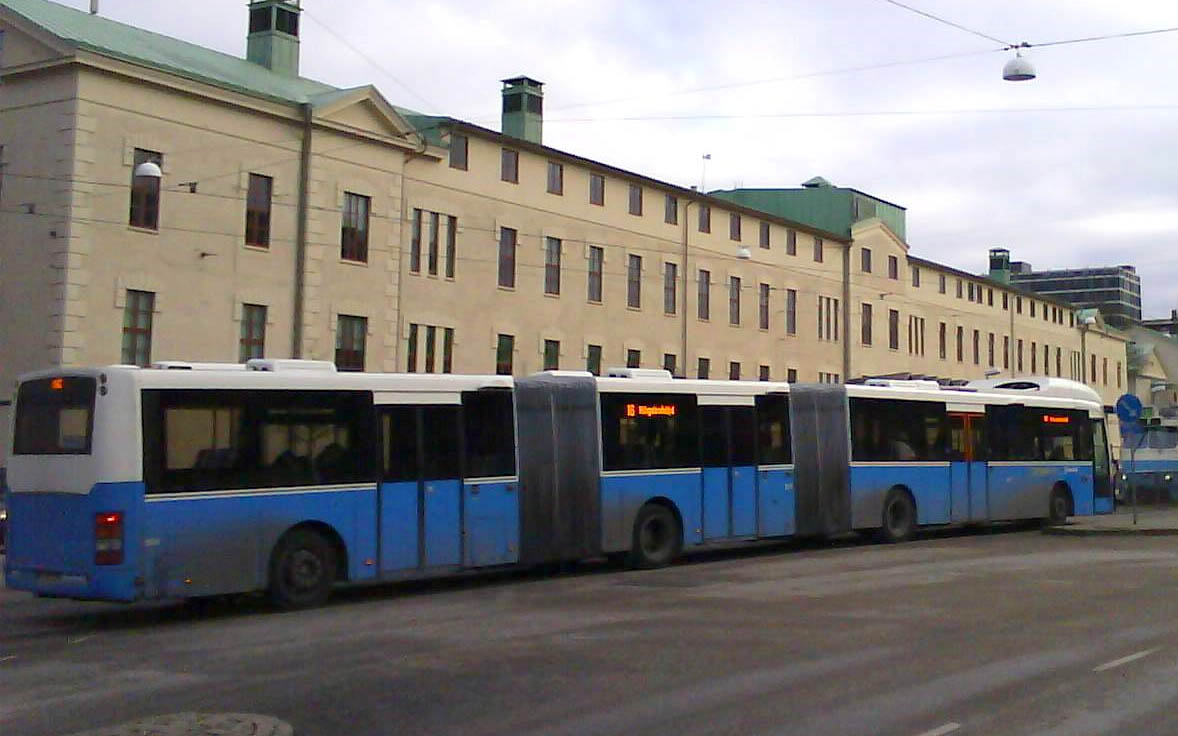
Volvo 7500 Bi-Articulated im Einsatz in Göteborg

Er war nur als Gelenkbus erhältlich und wurde auch abweichend vom Volvo 8500 in einer speziellen Variante mit 24 Meter Länge als Doppelgelenkbus (Bi-Articulated) gefertigt. Diese Version kam vor allem in Göteborg zum Einsatz. Der 7500 wurde nur in Skandinavien angeboten und durch den Volvo 7900 ersetzt.